# Rahnî-Polovi, Tîvriv
Rahnî-Polovi (în ucraineană Рахни-Польові) este localitatea de reședință a comunei Rahnî-Polovi din raionul Tîvriv, regiunea Vinnița, Ucraina.

## Demografie
Componența lingvistică a localității Rahnî-Polovi
     Ucraineană (95,94%)
     Rusă (2,03%)
     Română (2,03%)
Conform recensământului din 2001, majoritatea populației localității Rahnî-Polovi era vorbitoare de ucraineană (95,94%), existând în minoritate și vorbitori de rusă (2,03%) și română (2,03%).